# طاجين الزيتون
طاجين الزيتون (كما يعرف أيضا بالاسم الكامل: طاجين الدجاج بالزيتون) هو طبق مغربي ينحدر من المطبخ الأمازيغي المغربي التقليدي.
يعتبر وصفة من بين 400 وصفات و أنواع الطواجين المختلفة الموجودة في المطبخ المغربي. معترف به عالميا كطبق كلاسيكي من المطبخ المغربي باعتباره، مع طاجين البرقوق، جوهرة فن الطهو المغربي. كما يعتبر واحد من أشهر الطواجين المغربية في المغرب و خارج البلد.
يعتبر الزيتون والدجاج من المكونات الأساسية لدى طاجين الزيتون، كما يمكن تحضيره بزيادة الليمون المصير، الفطريات، الجزر أو التين.

## أصل و ايتيمولوجيا
تعود أصول الطاجين إلى المغرب حيث ينحدر من الحضارة الأمازيغية المغربية الأصلية. ذكر إخترعه في المغرب ما قبل العصور الوسطى حيث كان معروف في المغرب في القرن الثامن و كان يعتبر طبق ملكي لدى قبائل أمازيغ صنهاجة المغاربة في القرن الثالث عشر.
تحظى بشعبية كبيرة خارج حدود المغرب، معترف به في المطاعم الأوروبية والأمريكية. كما عرف طاجين الدجاج بالزيتون المغربي إنتشارا واسعا في الجزائر، خصوصا بمدينة تلمسان. و يفسر هذا الإقبال بانجذاب عشاق الطاجين المغربي إلى جغرافيا المدينة القريبة من المغرب.

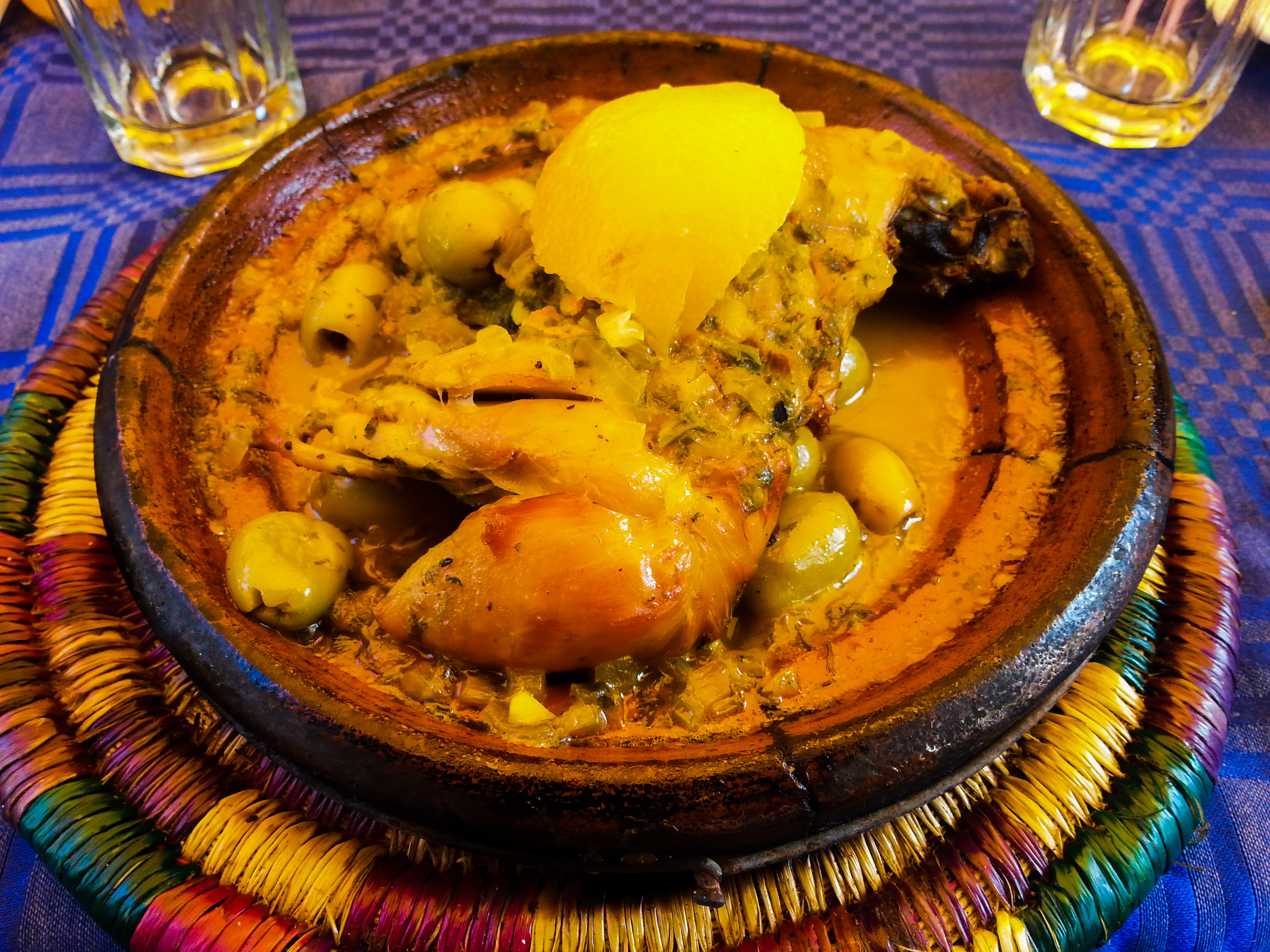
طاجين مغربي بالدجاج و الزيتون

## طقوس مرتبطة

#### الشلال
يتم تقديم هذا الطبق بعد غسيل الأيادي على الطريقة المغربية الأصلية باستخدام ما يسمى بالشلال المغربي الذي يعتبر من طقوس الضيافة المغربية و هو عبارة عن إناء أو شلال متحرك يمنح للضيوف إمكانية غسل الأيادي بدون التحرك من مكانهم، إحتراما للضيف حيث يقدم الشلال مباشرة إلى أيادي الضيف ليتمكن بغسيل أياديه قبل الأكل.

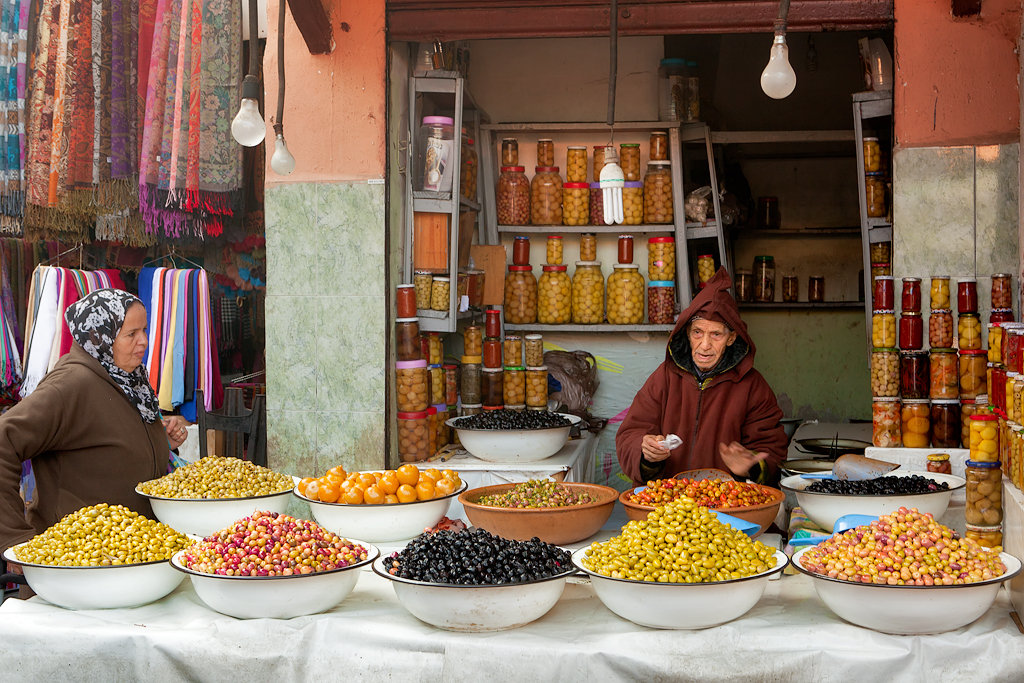
بائع الزيتون و أنواعه كالزيتون المصير في سوق مدينة مراكش العريقة الذي يستعمل في تحضير الطاجين بالدجاج و الزيتون.

يتم تناول طاجين الدجاج بالزيتون ساخنًا و يعتبر طبق يومي لدى المغاربة لكن يتم تقدمه في حفلات الاستقبال الكبيرة و الأعراس بصورة ملحوظة كرمز للضيافة.

#### المرشة
تعود المرشة واحدة من أهم التقاليد المغربية العريقة حيث يتم رش ماء الزهر أو المسك في أكف الضيوف كنوع من الترحيب.